# 실레노스

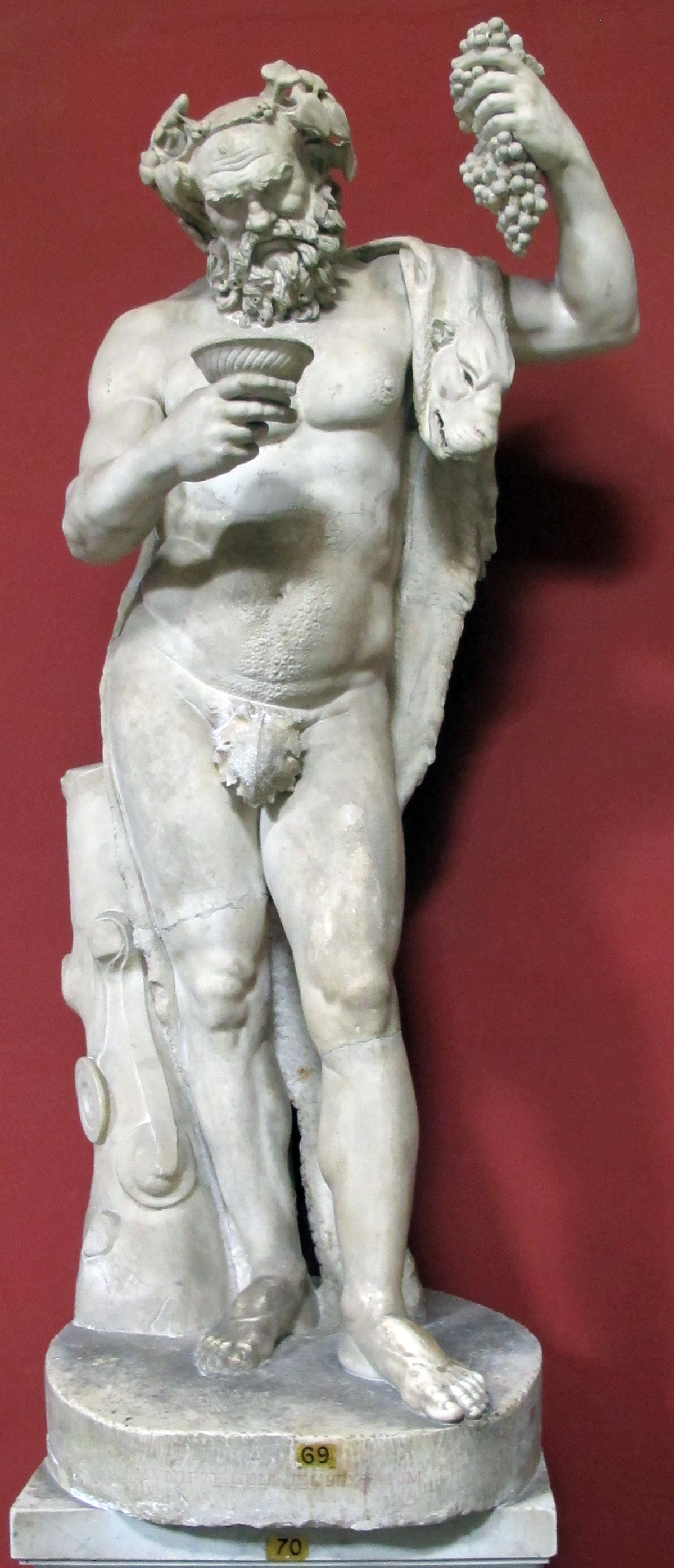
실레노스

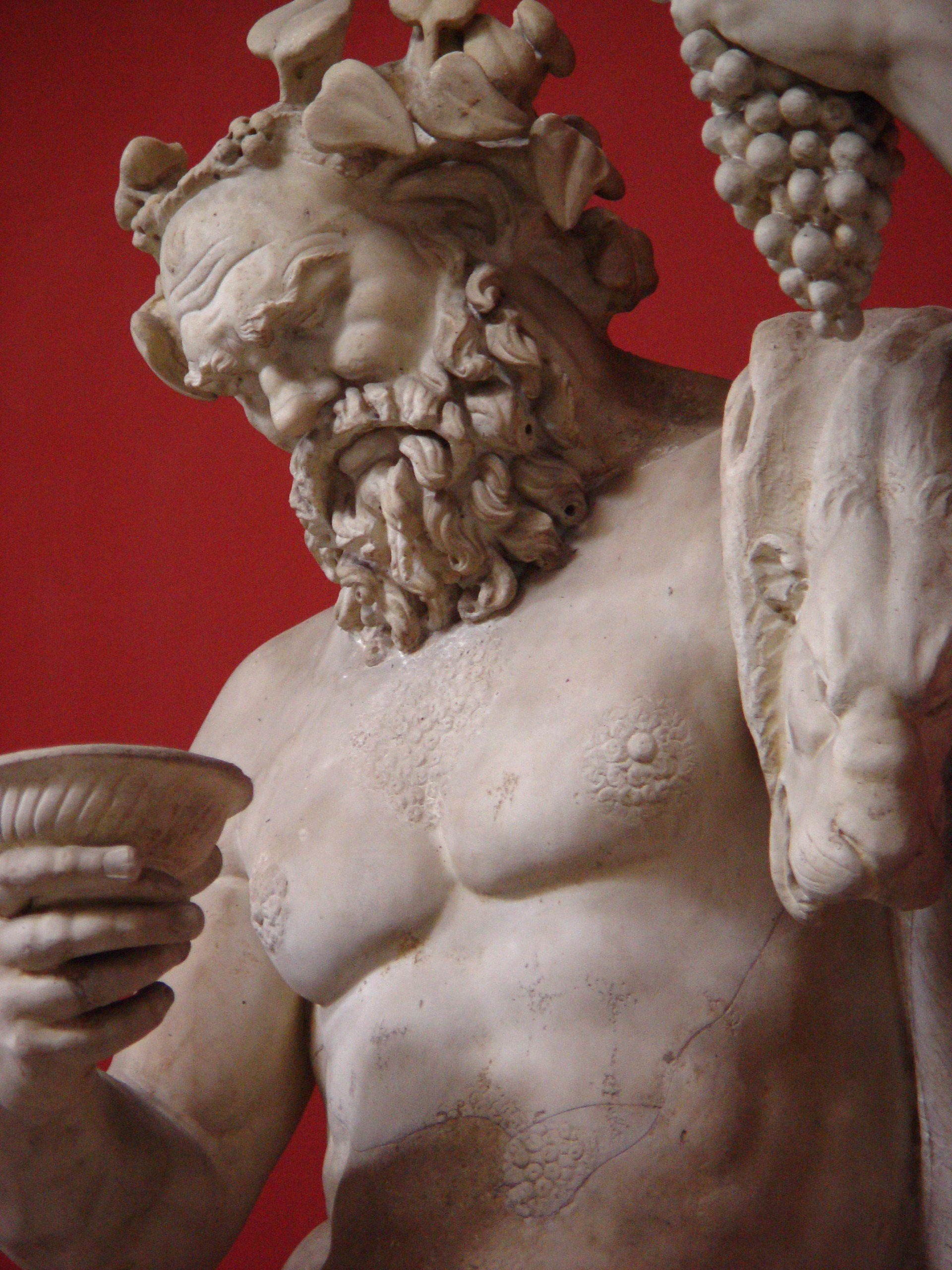
실레노스 조각상, 로마 2세기 경, 바티칸 박물관

실레노스 혹은 세일레노스(Silenus) (Σειληνός)는 그리스 신화에서 등장하는 포도주의 신 디오니소스의 추종자로 반인반수 종족이다. 보통 늙은 사티로스를 실레노스라고 부르기도 하며, 복수형은 실레노이이다.

## 신화
신화에서 실레노스는 술에 취한 뚱뚱한 노인으로 자주 묘사되곤 하며, 때로는 말의 다리와 꼬리를 가진 반인반수의 모습으로 표현되기도 하였다. 실레노스는 지혜가 많은 요정으로 그를 붙잡기만 해도 그가 가진 지혜를 빼낼 수 있다고 한다.
그는 디오니소스의 양아버지였기도 하며, 어린 디오니소스를 님프들과 함께 양육하였고 포도 수확법과 수금 연주법을 가르쳐 주었다고 한다.

## 같이 보기
- 사티로스
- 켄타우로스